# Dark Hedges

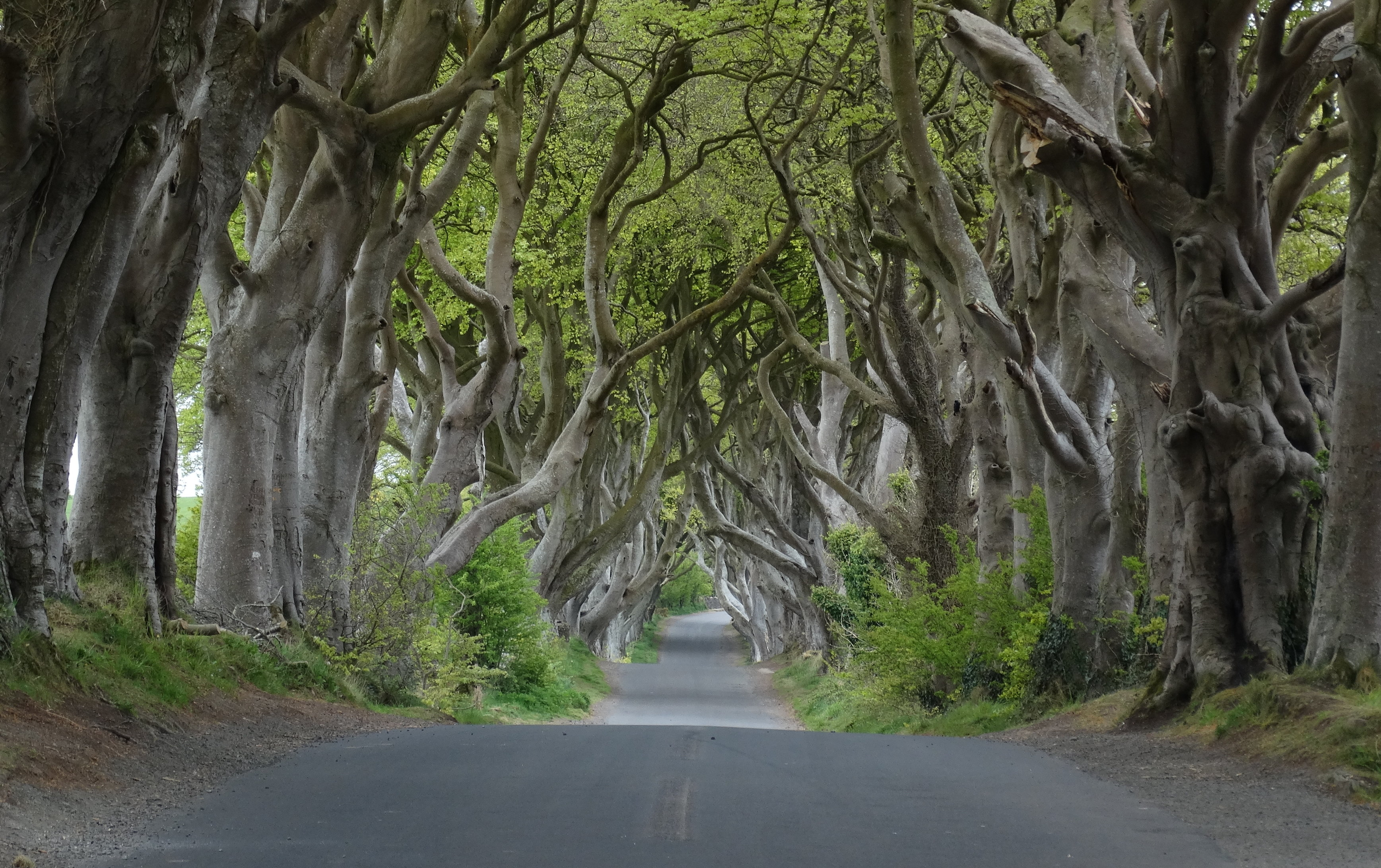
Dark Hedges năm 2016

Dark Hedges là một thông lộ các cây dẻ gai dọc theo đường Bregagh giữa Armoy và Stranocum ở Quận Antrim, Bắc Ireland. Những cây cùng tạo thành một con đường hầm bí ẩn, đã được sử dụng làm địa điểm quay phim trong bộ phim truyền hình nổi tiếng của HBO mang tên Game of Thrones, điều này đã khiến thông lộ trở thành một địa điểm thu hút du khách phổ biến.

## Hiện trạng và bảo tồn

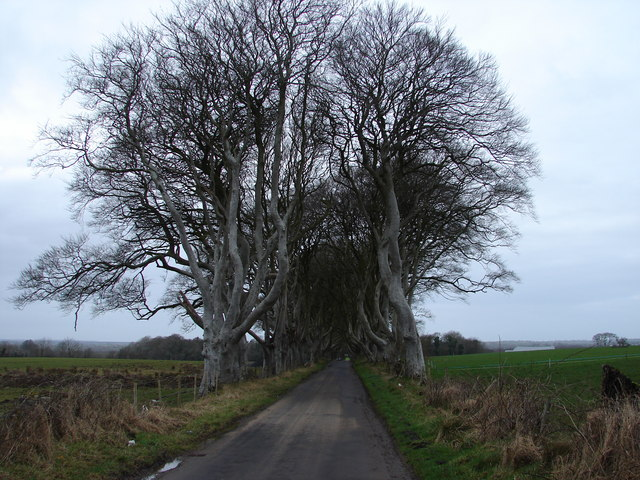
The Dark Hedges, khi nhìn từ xa hơn dọc theo Đường Bregagh